# Vista desde la ventana del artista
Vista desde la ventana del artista es una pintura de 1825 realizada por Martinus Rørbye, un pintor danés especializado en el género del paisaje y la arquitectura. Se encuentra este cuadro en la Galería Nacional de Dinamarca de Copenhague. La pintura está considerada como una de las más destacadas de la Edad de Oro danesa.  Incorpora temas y símbolos que resonaban como propios de la época.

## Descripción
La pintura representa la vista que el artista tenía desde su ventana en casa de sus padres. La vista es del Flådestation Holmen, un astillero naval, con un queche y cuatro buques de guerra, uno de los cuales se encuentra en construcción en los muelles. En el alféizar de la ventana se encuentran varias plantas en macetas, y dos moldes de yeso de pies, uno de niño y el otro de adulto. Una de las plantas es un esqueje, encerrado en un tubo de vidrio.
Como la mayoría de las pinturas de la época romántica, la pintura tiene muchos significados simbólicos subyacentes. La ventana se abre hacia la luz; los barcos en el puerto en su camino hacia destinos extranjeros simbolizan el anhelo de una vocación desconocida; la jaula con el pájaro preso encima de la ventana ocupa una posición de transición entre el interior y el exterior del hogar paterno, en este caso una prisión para el artista que anhela explorar el mundo exterior. En el alféizar de la ventana, las plantas en macetas simbolizan las diferentes etapas de crecimiento de la vida humana -para los pintores románticos la imagen del genio creativo fue simbolizado a menudo por una planta o flores que crecen desde una semilla hasta una gran planta que se desarrolla hacia el cielo, y tiene su propio ciclo de vida, que pone sus propias semillas, alimentada por el agua y la luz. Un cuaderno de dibujo con páginas en blanco, colocado en una mesita auxiliar frente a la ventana, está a la espera de ser llenado, mientras que el interior de la habitación donde el artista realiza la pintura se refleja en el espejo ovalado que cuelga de la ventana.

## Europeana 280
En abril de 2016, la pintura Vista desde la ventana del artista fue seleccionada como una de las diez obras artísticas más importantes de Dinamarca por el proyecto Europeana.